# 감영 (후한)
감영(중국어 간체자: 甘英, 병음: Kan Ying, ? ~ ?)은 한나라 서역도호부 반초의 휘하의 부관으로 로마에 파견된 한나라의 대사이다. 97년 서역도호인 반초의 명에 따라, 당시 대진(大秦)으로 불리던 로마와의 국교를 개척하는 임무를 맡게 되었다. 그는 7만 명 규모의 반초 원정군의 일원이며, 감영은 군과 함께 파르티아 왕국의 서쪽 국경까지 도달했다.

## 개요
감영은 로마에는 도달하지 못했지만, 적어도 역사에 기록된 고대 중국인 중 최초로 서방을 여행한 인물이다. 후한(25년 ~ 220년)의 역사를 적은 《후한서》는 다음과 같이 감영을 설명하고 있다.
| “ | 화제 제9년(97년) 반초는 부관인 감영을 서쪽 바다의 해안과 도상의 여러 지역으로 파견해 귀환을 명했다. 이 이전의 시대에는 아무도 이러한 지역에 도달한 사람이 없고, 《산해경》에도 자세한 것은 기술되어 있지 않았다. 감영은 탐험 여행으로 알게 된 모든 나라에서 경험한 지역의 도착, 그곳의 관습이나 지세에 관한 보고서를 작성했다.(《후한서》 : 레스리와 가드너에 의한 인용) | ” |

《후한서》의 다른 부분에는 또 다음과 같은 기술이 있다.
| “ | 화제 제9년(97년), 반초는 그 부관인 감영을 대진으로 파견해, (감영은) 서역을 통해, 안식(파르티아)의 서쪽의 경계에 도달했고, “커다란 바다”(페르시아만)의 기슭에 도달했다. (《후한서》88) | ” |

감영은 중국에서는 당시 대진이라고 불렀던 로마에 대한 보고를 남겼지만, 그것은 경험이라기보다는 간접적인 경험으로 습득한 정보라는 것을 의심할 수밖에 없다. 그는 로마의 위치를 바다의 서쪽이라고 뭉퉁거려 말하고 있다.
| “ | 그 판도는 수천 리를 지나는 영역에 이르러, 성벽으로 둘러싸여 400이 넘는 도시를 포함한다. 수십의 소국을 거느리고 있다. 도시의 외벽은 석조이고, 역사 제도가 확립되어 있다.…… 소나무와 실삼나무가 자라고 있다. (《후한서》 : 레스리와 가드너에 의한 인용) | ” |

그는 또 네르바 황제에 의한 양자 제위 계승제도에 대해 말하고 있으며(네르바는 트라야누스를 양자로 삼고, 그에게 제위를 양보함), 로마인의 신체 외관이나 그 산물 등에 대해서도 말하고 있다：
| “ | 왕은 세습하는 것이 아니라 가장 자질이 뛰어난 사람을 선택하여 …… 이 나라 사람들은 장신으로 균형 잡힌 용모를 가지고 있다. 사람들은 중국인을 닮아, 이 나라가 대진(Da Qin, 커다란 진)으로 불리는 이유이기도 하다. …… | ” |

감영은 실크로드의 서쪽의 끝에 있는 로마를 올바르게 파악했다.

## 같이 보기
- 반초